# Cut (Delima)
Cut is een bestuurslaag in het regentschap Pidie van de provincie Atjeh, Indonesië. Cut telt 428 inwoners (volkstelling 2010).